# Chorthippus sangiorgii
Chorthippus sangiorgii är en insektsart som först beskrevs av Pierre Adrien Prosper Finot 1902.  Chorthippus sangiorgii ingår i släktet Chorthippus och familjen gräshoppor. Inga underarter finns listade i Catalogue of Life.